# Tshilola Tshinyama
Tshilola Tshinyama (Kananga, 12 december 1980), voetbalnaam Tiko, is een Congolese voetballer. Hij speelt als middenvelder.
Hij startte zijn carrière in Congo, bij Saint-Luc. Daarna vertrok hij naar TP Mazembe en in 2003 tekende hij een contract bij Ajax Cape Town in Zuid-Afrika. Bij die laatste club werd hij ontdekt door de Belgische eersteklasser KSC Lokeren Oost-Vlaanderen en hij tekende er in 2007 een contract. Daarna ging hij in België nog in de lagere reeksen spelen.
Tiko speelde ook voor de nationale ploeg van Congo-Kinshasa met zijn ploegmaat Marcel Mbayo en ex-ploegmaat Patiyo Tambwe.

## Statistieken
| seizoen | club             | Land           | klasse                | wedstr | goals |
| ------- | ---------------- | -------------- | --------------------- | ------ | ----- |
| 2000    | AS Saint-Luc     | Congo-Kinshasa | Linafoot              | 30     | 1     |
| 2001/02 | TP Mazembe       | Congo-Kinshasa | Linafoot              | 33     | 5     |
| 2002/03 | TP Mazembe       | Congo-Kinshasa | Linafoot              | 30     | 1     |
| 2003/04 | Ajax Cape Town   | Zuid-Afrika    | Premier Soccer League | 34     | 4     |
| 2004/05 | Ajax Cape Town   | Zuid-Afrika    | Premier Soccer League | 32     | 0     |
| 2005/06 | Ajax Cape Town   | Zuid-Afrika    | Premier Soccer League | 17     | 0     |
| 2006/07 | Ajax Cape Town   | Zuid-Afrika    | Premier Soccer League | 9      | 0     |
| 2007/08 | Sporting Lokeren | België         | Eerste Klasse         | 27     | 0     |
| 2008/09 | Sporting Lokeren | België         | Eerste Klasse         | 30     | 0     |
| 2009/10 | Sporting Lokeren | België         | Eerste Klasse         | 14     | 0     |
| 2009/10 | Sporting Lokeren | België         | Play-Off II A         | 6      | 0     |
| 2010/11 | Sporting Lokeren | België         | Eerste Klasse         | 31     | 2     |
| 2011/12 | Sporting Lokeren | België         | Eerste Klasse         | 20     | 0     |
| 2012/13 | Sporting Lokeren | België         | Eerste Klasse         | 4      | 0     |
| 2013/14 | KSK Halle        | België         | Vierde Klasse         | 1      | 0     |
| 2014/15 | KSK Halle        | België         | Eerste Provinciale    | 0      | 0     |
|         |                  |                | Totaal                | 307    | 13    |